# Taguchi Japan
Taguchi Japan es un stable face de lucha libre profesional en la New Japan Pro-Wrestling formado originalmente por Ryusuke Taguchi, Hiroshi Tanahashi y Manabu Nakanishi. El grupo se formó la noche después de Wrestle Kingdom 11 el 5 de enero de 2017. Comenzando como un trío, el establo nombró a Ryusuke Taguchi como su líder, y se han dedicado principalmente a pelear con Los Ingobernables de Japón por el Campeonato Intercontinental de la IWGP, Campeonato Peso Pesado Junior de la IWGP y Campeonato en Parejas de Peso Abierto 6-Man NEVER.
El grupo estaba formado por Hiroshi Tanahashi, Manabu Nakanishi y Ryusuke Taguchi, y luego incluyó a Juice Robinson, Michael Elgin y Ricochet. El stable inicialmente encontró sus raíces como un equipo de etiqueta compuesto por Tanahashi y Elgin, que se habían asociado con Robinson en el pasado. Después de una lesión en el ojo sufrida por Elgin, Tanahashi se asoció con Nakanishi y Taguchi para capturar el Campeonato en Parejas de Peso Abierto 6-Man NEVER de Los Ingobernables de Japón. Una vez que Elgin fue sanado, fue invitado al stable, junto con Juice Robinson y Ricochet, el último de los cuales había perdido recientemente el Campeonato en Parejas de Peso Abierto 6-Man NEVER a LIJ. Su membresía fue certificada cuando Ricochet se asoció con Taguchi y Tanahashi para ganar el Campeonato en Parejas de Peso Abierto 6-Man NEVER el 4 de abril.
Taguchi Japan tiene una política de puertas abiertas, donde varios luchadores como Yoshitatsu, Katsuya Kitamura y War Machine (Hanson & Raymond Rowe) han hecho apariciones únicas en representación del stable.

## Historia

### Formación (2016)
A través de la relación laboral de ROH con NJPW, Ring of Honor de los pilares Michael Elgin hizo su debut con NJPW participando en el G1 Climax 2015 entre el 23 julio y 15. Elgin rápidamente se hizo popular entre las multitudes japonesas y su actuación en el torneo fue llamado un "resurgimiento de la carrera". En 20 de febrero, se informó que Elgin había firmado un contrato de dos años con NJPW. Esto fue confirmado por NJPW el 3 de marzo, el 20 de marzo, él y Hiroshi Tanahashi se asociaron con Juice Robinson para desafiar sin éxito a The Elite (Kenny Omega y The Young Bucks) por el Campeonato en Parejas de Peso Abierto 6-Man NEVER. El 10 de abril, Elgin y Tanahashi se unieron con Yoshitatsu en Invasion Attack , para ganar los títulos de The Elite. Hicieron su primera defensa exitosa el 23 de abril contra Bad Luck Fale, Kenny Omega y Yujiro Takahashi. Luego perdieron los campeonatos de vuelta a The Elite en Wrestling Dontaku.
El 19 de junio en Dominion 6.19 in Osaka-jo Hall, Elgin reemplazó a un Hiroshi Tanahashi debido su lesión y derrotó a Kenny Omega en el primer combate de Ladder match de NJPW para convertirse en el nuevo Campeón Intercontinental de la IWGP. El 25 de septiembre en Destruction in Kobe, Elgin perdió el Campeonato Intercontinental ante Tetsuya Naito, comenzando una pelea entre Elgin, Tanahashi y varios otros con Los Ingobernables de Japón de Naito.

### Taguchi Japan (2017-presente)
El 5 de enero de 2017, un día después de Wrestle Kingdom 11, Tanahashi hizo equipo con Ryusuke Taguchi y Manabu Nakanishi para derrotar a Los Ingobernables de Japón (Bushi, Evil y Sanada) para ganar el Campeonato en Parejas de Peso Abierto 6-Man NEVER. Poco después, el grupo se hizo conocido como "Taguchi Japan", y añadieron a Elgin, David Finlay, Dragon Lee y Kushida como miembros. Perdieron el título de regreso a LIJ el 11 de febrero en The New Beginning in Osaka, mientras que Elgin desafió sin éxito a Naito para el Campeonato Intercontinental IWGP. El 6 de marzo en el 45 aniversario de NJPW, Taguchi desafió sin éxito a Hiromu Takahashi por el Campeonato Peso Pesado Junior de la IWGP. Durante el mes siguiente, Taguchi Japan se expandió para incluir también a Juice Robinson y Ricochet.
El 4 de abril, Taguchi, Ricochet y Tanahashi derrotaron a LIJ para traer el Campeonato de Equipo de Etiqueta NEVER Openweight 6-Man a Taguchi Japan. El 29 de abril en Wrestling Toyonokuni 2017, los miembros de Taguchi Japan y LIJ se enfrentaron a dos combates por el título, que fueron ganados por LIJ con Hiromu Takahashi reteniendo el IWGP Junior Heavyweight Championship contra Ricochet y Tetsuya Naito reteniendo el IWGP Intercontinental Championship contra Juice Robinson. El 3 de mayo en Wrestling Dontaku, Taguchi Japan perdió el NEVER Openweight 6-Man Tag Team Championship de regreso a LIJ. También en mayo, Satoshi Kojima se unió a Taguchi Japan como reemplazo de un herido Hiroshi Tanahashi. El 3 de junio, Kushida derrotó a Will Ospreay en la final para ganar su segundo Best of the Super Juniors. El 11 de junio en Dominion 6.11 en Osaka-jo Hall, Kushida derrotó a Hiromu Takahashi para ganar el IWGP Junior Heavyweight Championship por quinta vez. Más tarde ese mismo evento, Tanahashi derrotó a Tetsuya Naito para ganar el Campeonato Intercontinental de la IWGP. Como parte de Taguchi Japan, Taguchi y Ricochet formaron un tag team llamado "Funky Future", derrotando a The Young Bucks para el IWGP Junior Heavyweight Tag Team Championship el 13 de agosto. El 9 de octubre en King of Pro-Wrestling, Funky Future perdió el IWGP Junior Heavyweight Tag Team Championship ante Roppongi 3K (Sho y Yoh), mientras que Kushida perdió el IWGP Junior Heavyweight Championship ante Will Ospreay. Ricochet se culpó a sí mismo por la pérdida de Funky Future y renunció no solo a Taguchi Japan, sino a NJPW inmediatamente después del combate. 
Las luchas de Taguchi Japan continuaron hasta principios de 2018. En Wrestle Kingdom 12 el 4 de enero, Taguchi y Robinson se unieron con Togi Makabe en un intento de recuperar el Campeonato de Equipo de Etiqueta NEVER Openweight 6-Man como parte de un combate de guantelete de cinco equipos. Taguchi Japón fue el cuarto equipo en ingresar al partido, pero fue eliminado rápidamente por los eventuales ganadores CHAOS cuando Toru Yano logró remontar a Taguchi por un pinfall. Al día siguiente en New Year Dash, Taguchi, Kushida, Robinson, Finlay y Kota Ibushi perdieron un partido de equipo de 10 hombres contra Bullet Club. El grupo sufrió su mayor pérdida hasta la fecha en The New Beginning in Sapporo, cuando Tanahashi perdió el Campeonato Intercontinental IWGP ante Minoru Suzuki.

## Miembros

### Miembros actuales
| Miembro                 | Tiempo                        |
| ----------------------- | ----------------------------- |
| Hiroshi Tanahashi       | 5 de enero de 2017 - presente |
| Ryusuke Taguchi (Líder) | 5 de enero de 2017 - presente |

### Miembros antiguos
| Miembro          | Tiempo                                     |
| ---------------- | ------------------------------------------ |
| Manabu Nakanishi | 5 de febrero de 2017 - 2 de abril de 2017  |
| Ricochet         | 24 de marzo de 2017 - 9 de octubre de 2017 |
| KUSHIDA          | 5 de enero de 2017 - 7 de enero de 2019    |
| Juice Robinson   | 21 de febrero de 2017 - 1 de mayo de 2022  |
| David Finlay     | 5 de febrero de 2017 - 6 de marzo de 2023  |

Línea de tiempo

## Campeonatos y logros
- Impact Wrestling
  - Impact World Tag Team Championship (1 vez, actuales) – Finlay & Robinson (1, actuales)

- New Japan Pro-Wrestling
  - IWGP Heavyweight Championship (1 vez) – Tanahashi (1)
  - IWGP Intercontinental Championship (1 vez) – Tanahashi (1)
  - IWGP Tag Team Championship (1 vez) – Finlay & Robinson (1)
  - IWGP Junior Heavyweight Championship (1 vez) – Kushida (1)
  - IWGP Junior Heavyweight Tag Team Championship (1 vez) – Ricochet & Taguchi (1)
  - IWGP United States Heavyweight Championship (2 veces) – Robinson (2)
  - NEVER Openweight 6-Man Tag Team Championship (2 veces) – Nakanishi, Taguchi & Tanahashi (1) y Ricochet, Taguchi & Tanahashi (1)
  - Best of the Super Juniors (2017) – Kushida
  - G1 Climax (2018) – Tanahashi

- Ring of Honor
  - ROH World Television Championship (1 vez) - Kushida (1)

- Wrestling Observer Newsletter
  - Lucha de 5 estrellas - (2017) Elgin vs. Tetsuya Naito (11 de febrero)[2]
  - Lucha de 5 estrellas - (2017) Kushida vs. Will Ospreay (3 de junio)[3]
  - Lucha de 5 estrellas - (2017) Tanahashi vs. Tetsuya Naito (11 de agosto)[4]